# Ignacy-Jan-Paderewski-Flughafen Bydgoszcz

i7
i11
i13
Der Ignacy-Jan-Paderewski-Flughafen Bydgoszcz (poln. Port Lotniczy Bydgoszcz im. Ignacego Jana Paderewskiego, IATA-Code: BZG, ICAO-Code: EPBY) ist ein polnischer Flughafen in der Nähe von Bydgoszcz (Bromberg).
Der Flughafen wurde nach Ignacy Jan Paderewski benannt. Ein Bereich wird noch von den Luftstreitkräften der Republik Polen genutzt.

## Lage und Verkehrsanbindung
Der Flughafen liegt drei Kilometer südlich des Stadtzentrums von Bydgoszcz. Das Passagierterminal verfügt über eine eigene Anschlussstelle an der Nationalstraße 25.

## Geschichte
Der heutige zivile Flughafen hat seine Wurzeln in einem Militärflugplatz der polnischen Luftstreitkräfte aus der Zeit vor dem Zweiten Weltkrieg. Er entstand 1929 als Fliegerausbildungszentrum, dem Centrum Wyszkolenia Lotnictwa nr 2.
Nach der Besetzung Polens durch die deutsche Wehrmacht wurde der Flugplatz Stützpunkt der Luftwaffe. Diese nutzte ihn zunächst als Ausbildungsplatz und für die zeitweise Stationierung von Aufklärungsflugzeugen. Im vorletzten Kriegsjahr diente der Platz ab Sommer 1944 als logistischer Umschlagplatz für Luftfahrzeuge von und in Richtung der näher rückenden Front. Hierzu wurde das Areal, auf dem sich seinerzeit zwei knapp 900 m lange Landebahnen befanden, in Ost-West-Richtung um ca. 1000 m auf 2,5 km Ausdehnung erweitert. Anfang 1945 lag hier für wenige Woche mit der III. Gruppe des Schlachtgeschwaders 2 (III./SG 1) auch noch ein Kampfverband.
Nachdem der Flugplatz Ende Januar 1945 von der Roten Armee eingenommen worden war, diente er nach dem Krieg erneut den polnischen Luftstreitkräften. Er wurde nach einer grundsätzlichen Instandsetzung insbesondere Stützpunkt eines Jagdbomberregiments, wobei hier zeitweise noch ein weiteres Regiment lag. Das permanent hier stationierte Regiment wechselte bis 1967 mehrmals seine Bezeichnung. Im Mai 1967 wurde es in 3. Jagdbomberregiment „Pommern“ umbenannt und in den 1970er Jahren entstanden auf dem Areal mehr als 30 Flugzeugschutzbauten. Mit einer geänderten Rolle wurde das Regiment im Sommer in eine Ausbildungseinheit umgewandelt und nach dem Ende des Warschauer Pakts im März 1992 aufgelöst.
Im Mai 1992 wurde der Flugplatz zur 2. Fliegerbasis, 2 Baza Lotnicza, die im Juni 2010 aufgelöst wurde.
Der internationale Flughafen wurde bis 2004 ausgebaut, am 1. Mai des Jahres wurde ein neues Passagierterminal eröffnet.

## Militärische Nutzung
Seit 2010 befindet sich hier der Wojskowe Zakłady Lotnicze 2 (Militärischer Instandsetzungsbetrieb Nr. 2). Seine Aufgabe ist die Wartung von Kampf- und Passagierflugzeugen.

## Zivile Nutzung

### Fluggesellschaften und Ziele
Der Flughafen wird u. a. von den Fluglinien LOT und Ryanair genutzt. In erster Linie werden Drehkreuze in Westeuropa angeflogen. Inlandsflüge werden neuerdings auch angeboten (nach Warschau). Daneben werden auch saisonale Charterflüge durchgeführt.

### Verkehrszahlen
| Jahr | Fluggastaufkommen | Luftfracht (Tonnen) | Flugbewegungen |
| ---- | ----------------- | ------------------- | -------------- |
| 2019 | 425.230           | 9,223               | 11.134         |
| 2018 | 413.245           | 7,068               | 8.763          |
| 2017 | 331.388           | 23,545              | 6.809          |
| 2016 | 337.556           | 0,000               | 6.574          |
| 2015 | 341.061           | 7,583               | 5.793          |
| 2014 | 289.329           | 1,511               | 6.076          |
| 2013 | 343.571           | 1,940               | 7.299          |
| 2012 | 340.024           | -                   | 7.424          |
| 2011 | 279.536           | -                   | 7.537          |
| 2010 | 278.150           | -                   | 5.799          |
| 2009 | 275.097           | -                   | 6.376          |
| 2008 | 280.182           | -                   | 7.518          |
| 2007 | 179.746           | -                   | 3.092          |
| 2006 | 134.094           | -                   | 2.685          |
| 2005 | 38.684            | -                   | 1.359          |
| 2004 | 26.112            | -                   | 2.359          |